# Plebejus argyrophalara
Plebejus argyrophalara är en fjärilsart som beskrevs av Johann Andreas Benignus Bergsträsser 1779. Plebejus argyrophalara ingår i släktet Plebejus och familjen juvelvingar. Inga underarter finns listade i Catalogue of Life.